# Улица Митрополита Андрея Шептицкого
Улица Митрополита Андрея Шептицкого (укр. Вулиця Митрополита Андрея Шептицького) — улица в Днепровском районе города Киева. Пролегает от Броварского проспекта до площадь Пантелеймона Кулиша и от улицы Петра Чаадаева до улицы Каховская, исторически сложившаяся местности (районы) Никольская слободка и Левобережный жилой массив.
Примыкают Больничный переулок, улицы Никольско-Слободская, Всеволода Нестайко, Андрея Аболмасова, Пантелеймона Кулиша (Челябинская), Слободской переулок.
В южном направлении улицу продлевает улица Евгения Сверстюка.

## История
Переулок Луначарского в селе Никольская слободка проложен в 1930-е годы.
В 1970-е годы Новая улица была проложена в новом жилмассиве от проспекта 60-летия Октября до Русановских садов.
21 марта 1977 года Новая улица в Днепровском районе переименована на улицу Анатолия Луначарского — в честь русского и советского государственного деятеля Анатолия Васильевича Луначарского, согласно Решению исполнительного комитета Киевского городского совета депутатов трудящихся № 410 «Про упорядочивание наименований и переименований улиц и площадей г. Киева» («Про впорядкування найменувань та перейменувань вулиць і площ м. Києва»).
5 сентября 1977 года переулок Луначарского села Никольская слободка в Дарницком районе был ликвидирован в связи с перепланированием города: строительством Левобережного жилого массива, согласно Решению исполнительного комитета Киевского городского совета депутатов трудящихся № 1350.
19 февраля 2016 года улица получила современное название — в честь украинского религиозного деятеля, епископа Украинской грекокатолической церкви Андрея (Шептицкого), согласно Распоряжению Киевского городского главы № 125/1 «Про переименование бульвара, улиц, площади и переулков в городе Киеве» («Про перейменування бульвару, вулиць, площі та провулків у місті Києві»).

## Застройка
Улица пролегает в северном направлении. Наряду с улицей Раисы Окипной, является основной улицей Левобережного жилмассива. Улица имеет по два ряда движения в обе стороны. Улица разделена на два напрямую не связанных участка — от Броварского проспекта до площадь Пантелеймона Кулиша и от улицы Петра Чаадаева до улицы Каховская — соответственно длинами 1,07 и 0,35 км.
Улица с улицами Андрея Аболмасова и Пантелеймона Кулиша (Челябинская), переулком Слободской образовывают площадь Пантелеймона Кулиша.
Парная и непарная стороны улицы заняты многоэтажной жилой застройкой и учреждениями обслуживания. Конец улицы (между улицами Петра Чаадаева и Каховская) занят усадебной застройкой.
Учреждения:
1. дом № 1Б — Киевский городской центр народного творчества и культурологических исследований
2. дом № 4А — ТРЦ Комод
3. дом № 5 — центральная районная поликлиника Днепровского района
4. дом № 5А — школа № 272
5. дом № 16/4 — отделение связи Укрпочта № 2
6. дом № 24Б — детсад № 691